# إدوارد برابانت
إدوارد برابانت (بالإنجليزية: Edward Brabant)‏ هو عسكري جنوب أفريقي، ولد في 31 مايو 1839، وتوفي في 5 نوفمبر 1899.